# Requena Nozal
José Requena Nozal (25 de octubre de 1947, Zaragoza, España) es un artista-pintor autodidacta que utiliza diferentes técnicas (encáustica, óleo, acrílico y pastel). Ha realizado numerosas exposiciones y sus obras se encuentran repartidas tanto por España como en Europa y Estados Unidos.

## Biografía

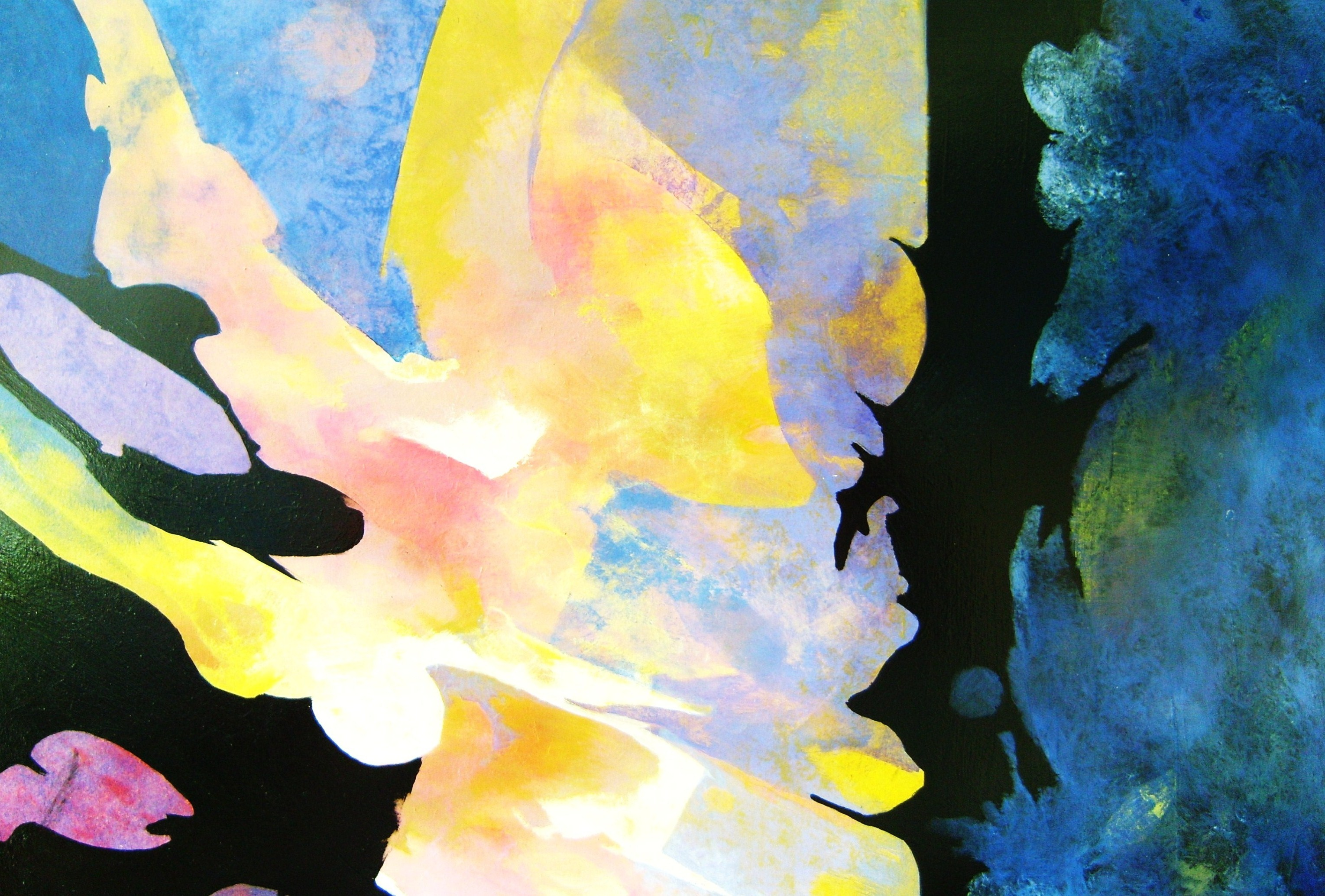
Celeste I [Acrílico sobre tablex] 2006 (70x50).

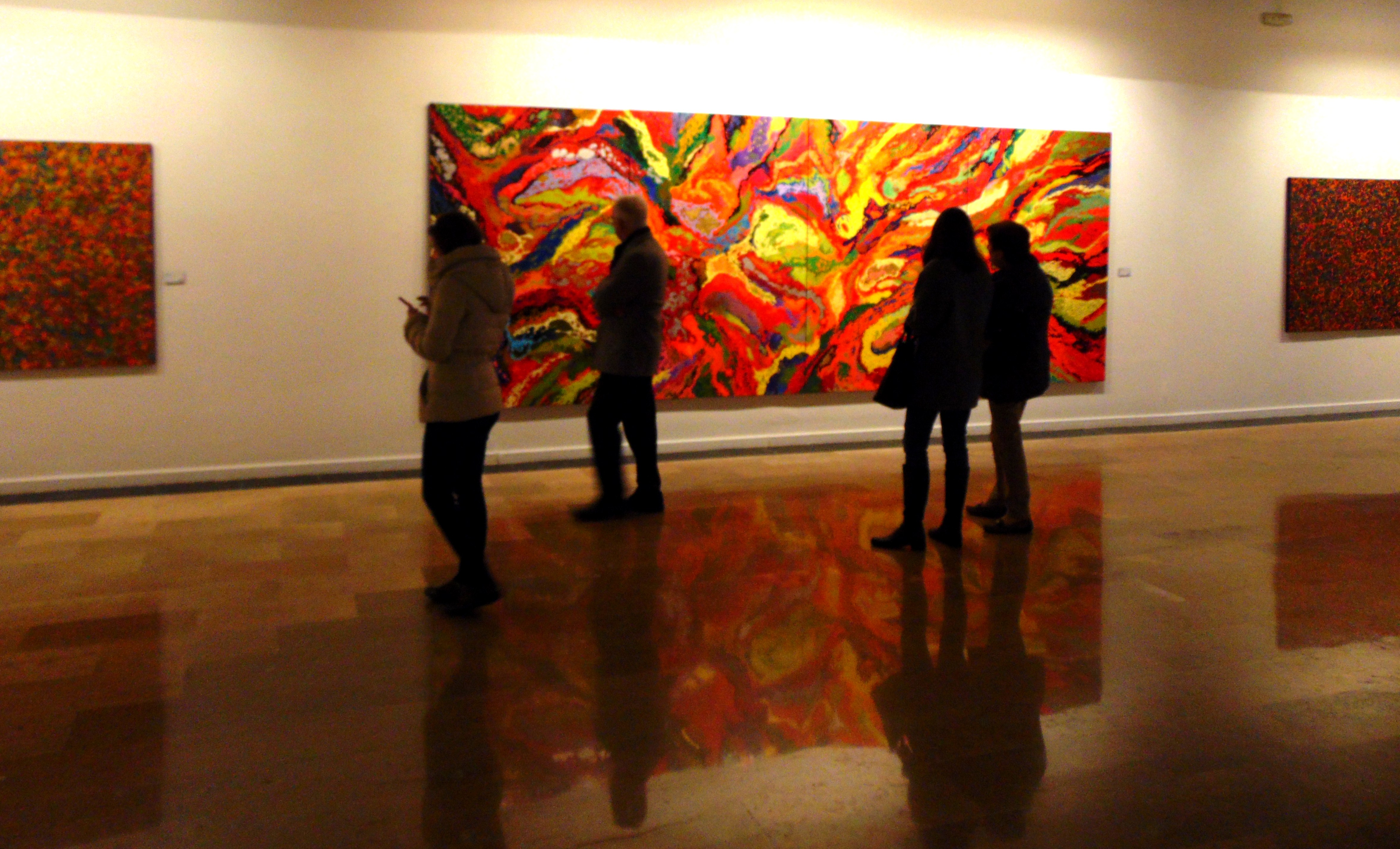
Exposición "Yellowstone" en la sala "Coll Alas" de Gandia (Valencia) en 2017.

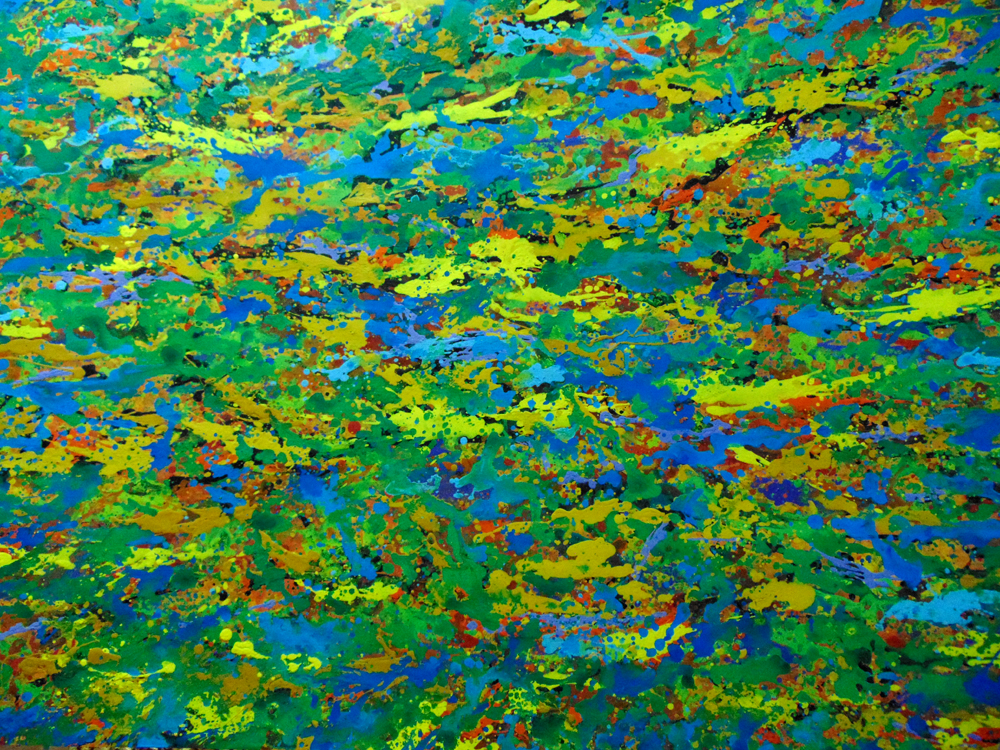
Homenaje a Gora [Acrílico sobre papel y tablex] 2014 (100x70).

Nació en el barrio zaragozano de El Arrabal el 25 de octubre de 1947.
Ante su pasión por la pintura y la música, el pintor aragonés inició con 12 años de edad sus estudios musicales en los conservatorios de Zaragoza, Pamplona, Valencia y Madrid en la disciplina de trombón de varas y piano. Con 14 años y la aprobación de sus padres, toma la determinación de ingresar en un taller de restauración, donde aprenderá durante cinco años diversas técnicas decorativas como dorador, modelado y restauración, costeándose así los estudios. Durante varios años, actuó profesionalmente con diferentes orquestas a nivel nacional.
En 1973 contrae matrimonio con Concepción Barraqueta Egea, quien será su más preciado apoyo en su trayectoria artística. En 1974, decide abandonar la música y viaja por Europa, Asia, Estados Unidos, Rusia y Egipto, visitando numerosos museos y adquiriendo conocimientos pictóricos.
Su primera exposición individual la realiza en 1975 en el Museo Provincial de La Rioja, donde se dio a conocer con obras figurativas de temáticas marginal y técnica del óleo.
En 1982 participa y es seleccionado con la obra «Hilanderas tibetanas» en el Concurso Nacional de Pintura para Artistas Jóvenes, organizado por el diario ABC en su edición del VII Premio Blanco y Negro de Pintura.
En enero de 1990 expone en la Galería Ansorena (Madrid), 35 obras de técnica a la encáustica.
En 1996 es galardonado por la Goya Art Gallery de Nueva York, con el primer premio del II Salón de verano Ciudad de Nueva York.
Durante 12 años suspende sus compromisos expositivos para dedicarse exclusivamente al cuidado y atención de su madre enferma de Alzheimer.
Desde el año 2004 cambia radicalmente su estilo hacia el expresionismo abstracto o tachismo.
En 2016 el Ayuntamiento de Dénia patrocina la exposición retrospectiva titulada «Hemeroskópeion 1980-2015» en el Centre d'Art l'Estació exponiendo 50 obras.
En ese mismo año expone en la Fundación Bankia Cajarioja (Logroño).
Participa en Art Marbella - Modern & Contemporary Art Fair en las ediciones 2016 y 2017.
En enero de 2017 el Ayuntamiento de Gandía, con el título «Núcleo de Yellowstone», presenta en la Sala Coll Alas 46 obras de gran formato, la mayoría dípticos y dos murales.
En septiembre de 2017, con el título «Yellowstone Requena Nozal», la Diputación de Alicante presenta en el Palacio Provincial la exposición compuesta con 25 obras de gran formato. Entre las más destacadas está el mural «Yellowstone», un extraordinario cuadríptico inspirado en el parque nacional estadounidense. El autor destaca que «muchas de estas obras rinden homenaje a personas y lugares que dejaron sentimientos profundos y especiales en mi vida».
Ese mismo año La Fundació Balearia patrocina la muestra «Murano» en la sala Es Polvorí en Dalt Vila (Ibiza) donde se exponen 22 obras de gran formato.

El expresionismo abstracto de Requena Nozal con el título «Nacer, vivir,sentir,soñar,crear» es la exposición en la Galería Cortabitarte de Soria el 11 de mayo de 2018.
En 2020 la Fundación Vital de Vitoria, patrocina la exposición titulada «Los pilares de la memoria» en la Sala Luis de Ajuria. donde Requena Nozal rinde un homenaje a su madre y a los enfermos que sufren la enfermedad de Alzheimer. Estas 33 obras de técnicas mixtas, acrílicos, esmaltes y pan de oro, fueron el proyecto, base e inicio para el desarrollo y creación del mural titulado «El laberinto de la memoria». En ellas, los blancos y negros predominan sobre los demás colores y representan la nada, el vacío, adueñándose de los espacios y formas que representan los recuerdos, el juicio y la razón. Sobre la temática de la exposición, el escritor Javier Sierra, premio Planeta 2017, considera que «la memoria es una sustancia de lo más extraña. Funciona por apego. Si algo logra impactarnos o conmovernos se quedará con nosotros. Si no, desaparecerá en el torrente de emociones cotidianas en el que nadamos». En este sentido, añade que «el ser humano lleva milenios empeñado en crear herramientas para fijarla. Primero inventó el arte para no olvidarse de sí mismo. Más tarde la escritura. Luego la fotografía. Y toda expresión plástica. Pero el verdadero misterio de la memoria es que esta puede retornar cuando menos se la espera. Y cuando eso sucede nos deja la profunda sensación de tener dentro de nosotros una sustancia tan invisible como poderosa. Requena Nozal lo sabe, y ha construido este laberinto para que tú, explorando sus pliegues, encuentres ese recuerdo perdido que puede darle sentido a TODO. Así es el arte. Y la memoria».
Del 29 de septiembre al 23 de octubre del 2022 el Ayuntamiento de Madrid celebró en el Centro Cultural Casa de Vacas del Parque del Buen Retiro la exposición antológica 1965 - 2022 «Pintando lo perdido», comisariada por José Gabriel Astudillo, Presidente de la Asociación Española de Pintores y Escultores. La exposición presenta sus primeras obras, realizadas desde el año 1965 hasta el 2004, fecha en la que  decide abandonar la técnica de la encáustica y la figuración. En el año 1976 viaja a Nueva York donde descubre a pintores del movimiento denominado Escuela de Nueva York y a los artistas pioneros de la expresión abstracta alemana. A su regreso, decide, después de una crisis de salud personal y familiar, evolucionar hacia la abstracción y el tachismo, dando paso a otras técnicas como el óleo, acrílicos, poliéster y pan de oro, creando obras de gran formato y series como «Yellowstone», «Murano», «Plancton», «Pangea» y «El Laberinto de la memoria», mural de 630 cm. x 270 cm., que representa un homenaje a la memoria de su madre que sufrió la enfermedad de Alzheimer y que simboliza la exposición. La muestra fue un éxito, visitada por más de treinta y una mil personas.

## Técnica
«Es Requena Nozal uno de los Artistas que más ha influido positivamente en los difíciles procesos de investigación sobre la encáustica, Milenario procedimiento que con meditación y espiritualidad llega a lo grandioso, con inquietudes con las que su obra adquiere una riqueza y complejidad ejemplares».
El crítico y coleccionista Antonio Manuel Campoy, escribió acerca de la obra de Requena Nozal: «Son composiciones abstractas que reclaman el vitral "diversidad serena del mundo" que decía Goethe. Diversidad también en esta pintura de pulcro lenguaje y tan poético sentido».
Tiene razón Jesús Saiz Luca de Tena cuando asocia las motivaciones viajeras de Requena Nozal con la de los pintores románticos, sus peregrinaciones de ver y sentir por el Tíbet, India, Turquía, Grecia. «Allí en las antípodas de la tarjeta postal, sin la menor concesión al exotismo, por el contrario, conviviendo con almas y paisajes».
Artista libre e independiente, concretamente y con respecto a su forma de entender el arte, asegura en una entrevista que «El Arte en mayúsculas, es antropófago, porque borra los sentidos y por ello piensas constantemente en la obra, en cambio, lo que es el mundo del arte en minúsculas, la antropofagia es descarnada,dura e implacable».
Parte de sus trabajos se circunscriben a la encáustica donde busca «voluntariamente, composiciones ambiciosas y multitudes ordenadas». En su obra ha recogido una «variedad de ambientes (...) y un sentido humano comprometido, de un cierto lirismo, en que la realidad tiene cabida junto al interés por la expresión de un determinado sentimiento».
En febrero de 2017 Requena Nozal definirá sus actuales obras declarando:«Estas obras nacen de la acción y descontrol intencionados sobre cualquier forma o patrón establecidos, desarrollando una total libertad en la ejecución del lienzo y dejando al azar la imposición de las reglas».